# Zajezierze (gromada w powiecie łobeskim)
Zajezierze – dawna gromada, czyli najmniejsza jednostka podziału terytorialnego Polskiej Rzeczypospolitej Ludowej w latach 1954–1972.
Gromady, z gromadzkimi radami narodowymi (GRN) jako organami władzy najniższego stopnia na wsi, funkcjonowały od reformy reorganizującej administrację wiejską przeprowadzonej jesienią 1954 do momentu ich zniesienia z dniem 1 stycznia 1973, tym samym wypierając organizację gminną w latach 1954–1972.
Gromadę Zajezierze z siedzibą GRN w Zajezierzu utworzono – jako jedną z 8759 gromad na obszarze Polski – w powiecie łobeskim w woj. szczecińskim na mocy uchwały nr V/46/54 WRN w Szczecinie z dnia 5 października 1954. W skład jednostki weszły obszary dotychczasowych gromad Duszniki (ob. część wsi Ustok) i Krąglin (ob. część wsi Zbrojewo) ze zniesionej gminy Przytoń oraz obszary dotychczasowych gromad Olchowiec, Rożnowo Łobeskie, Zagozd, Zagórzyce i Zajezierze ze zniesionej gminy Zajezierze w tymże powiecie. Dla gromady ustalono 14 członków gromadzkiej rady narodowej.
Gromadę zniesiono 1 stycznia 1958, a jej obszar włączono do gromady Wysiedle w powiecie łobeskim w woj. szczecińskim (miejscowości Zajezierze, Zagórzyce i Rożnowo Łobeskie) oraz do znoszonej gromady Dalewo  w powiecie drawskim w woj. koszalińskim (miejscowości Cianowo, Duszniki, Kręglin, Krzynno, Kumki, Olchowiec, Ustok, Zagozd i Zbrojewo).